# Richard Óg de Burgh
Richard Óg de Burgh, militar y anglo-irlandés noble, antepasado de los Burke de Clanricarde, de la primera mitad del siglo XIII.

## Contexto
De Burgh era un hijo joven e ilegítimo, de William de Burgh (muerto 1205). Era hermano de Richard Mór de Burgh, I barón de Connaught (muerto 1243) y Hubert de Burgh, Obispo de Limerick (muerto 1250).

## Epónimo deClanricarde
Richard Óge es considerado el antepasado de la familia Burke de Clanricarde del sur de Connacht (actualmente Condado de Galway), que llegó a ser una familia extremadamente poderosa tras el final de la Guerra Civil Burke de los años 1330. 
Según el volumen nueve de A New History of Ireland, "Los orígenes de la línea de Clanricard no están en absoluto demostrados, pero la descendencia mostrada" (página 170, ver árbol familiar abajo) "es esa en las mejores fuentes genealógicas irlandesas y no es contradicha por fuentes contemporáneas."

## Árbol de familia
```
 Walter de Burgh de 
Burgh Castle
, 
Norfolk
 = Alice
  |
  |_____________________________________________________________________________________________________________________
  |                                    |                                                |                              |
  |                                    |                                                |                              |
 
William de Burgh
, murió 1205.    Hubert de Burgh, I conde de Kent, d. 1243.    Geoffrey de Burgh, d. 1228.    Thomas de Burgh 
  |                                        (descendencia; John y Hubert)
  |_________________________________________________________________________________________________________
  |                                                         |                                              |
  |                                                         |                                              |
 
Richard Mór de Burgh
, I barón de Connaught    Hubert de Burgh, Obispo de Limerick, d. 1250.     
Richard Óge de Burgh

  |                                                                                                        |
  |                                            ____________________________________________________________|
 de Burgh Conde de Ulster,                    |                  |               |
 Burke de 
Castleconnell
, 
Condado Limerick
     |                  |               |
 
Mac William Iochtar
 Bourke de 
Mayo
.       Hubert             Richard          William
                                              |                  |               |
                                              |                  |               |_________________
                                     Clan Mac Hubert?   Richard an Fhorbhair     |                |
                                                                 |               |                |
  _______________________________________________________________|            Sir David Donn  Sir William Ruad
  |                                           |         |                           |                    d.1327.
  |                                           |         |                   Clan Mac David
  
Ulick Burke de Annaghkeen
, d. 1343.      Raymond  Walter Óge
  |
  |
  Richard Óg Burke, d. 1387.
  |
  |
  Burke de 
Clanricarde
```